# HD25163
HD25163 — хімічно пекулярна зоря спектрального класу A2, що має видиму зоряну величину в смузі V приблизно  8,6.
Вона  розташована на відстані близько 563,3 світлових років від Сонця.

## Пекулярний хімічний вміст
Зоряна атмосфера HD25163 має підвищений вміст 
Cr
.